# Sigurd Eskeland
Sigurd Eskeland (10. januar 1902 i Gjerstad – 7. april 1943) var en norsk næringsdrivende, som under 2. verdenskrig tjenestegjorde i Kompani Linge.
Eskeland var uddannet postassistent. Omkring 1925 flyttede han til Argentina, hvor han drev en teplantage. Da krigen brød ud i Norge, meldte han sig telegrafisk til krigstjeneste. I juni 1940 kom han til Storbritannien, hvor han begyndte at tjenestegøre med de norske styrker i Skotland (Kompani Linge). I februar 1943 ledede han en ekspedition til Norge for at organisere Milorg i den nordlige landsdel. Den 28. marts blev han taget til fange af tyske styrker på Rebbenesøya. Sammen med syv andre blev han skudt den 7. april.
Eskeland blev tildelt Krigskorset med sværd, Krigsmedaljen og Haakon VIIs 70-årsmedalje for sin indsats under krigen.